# Slaget vid Lübeck
Slaget vid Lübeck ägde rum den 6 november 1806 vid den tyska staden Lübeck mellan en preussisk armé under Gebhard Leberecht von Blüchers befäl och en fransk armé under befäl av marskalkerna Joachim Murat, Jean Baptiste Bernadotte och Nicolas Soult. I detta slag, som utspelades under det fjärde koalitionskriget, tillfogar de franska styrkorna ett förödande nederlag för preussarna och intar Lübeck.
De preussiska arméerna, som tidigare hade besegrats av Napoleon i slaget vid Jena-Auerstedt, drog sig tillbaka till floden Elbes östra stränder och marscherade nordost för att försöka nå floden Oder. Napoleon åtog sig att förfölja sina motståndare för att sedan förinta dem med sin La grande armée. En preussisk avdelning tog sin tillflykt till fästningen Magdeburg, där de senare blir omringade. En annan avdelning blev förintad och tillfångatagen i slaget vid Prenzlau. Denna händelse utlöste ett flertal kapitulationer av preussiska trupper och fästningar.
Blücher förmådde ej nå floden Oder och tvingas vända i all hast mot väst, förföljd av Murat, Bernadotte och Soult. Efter ett antal eftertruppsstrider lyckas Blüchers trupper att ta sig till den neutrala staden Lübeck där de satte sig till motvärn. Bernadottes soldater trängde in i stadens norra försvarsverk och övermannar de preussiska trupperna som stod framför Murat och Soult. Blücher lyckas i sista stund fly från staden, men majoriteten av hans armé har förgjorts och tillfångatagits av de franska styrkorna. Staden blev också plundrat under och efter striderna. Följande dag tillfångatar de franska styrkorna de överlevande preussarna i riktning mot den danska gränsen och förmår Blücher till kapitulation.
Den franska armén tillfångatog en liten svensk armékår med bland andra regementsläkaren Hans Christopher Kewenter under striden. Bernadottes vördnadsfulla behandling av de svenska officerarna och soldaterna var anledningen till att den svenska ståndsriksdagen erbjöd honom den svenska tronen, nästan fyra år efter detta slag.